# Lago delle Piazze
Il lago delle Piazze (o lago di Piazze) è un lago di sbarramento situato a monte del lago della Serraia, sull'Altopiano di Piné, in provincia di Trento, nella vallata compresa fra il monte Ceramonte (1514 m) e il Dosso di Costalta (1955 m); la sua superficie ricade per gran parte nel territorio comunale di Bedollo, e per il resto in quello di Baselga di Piné.

## Descrizione

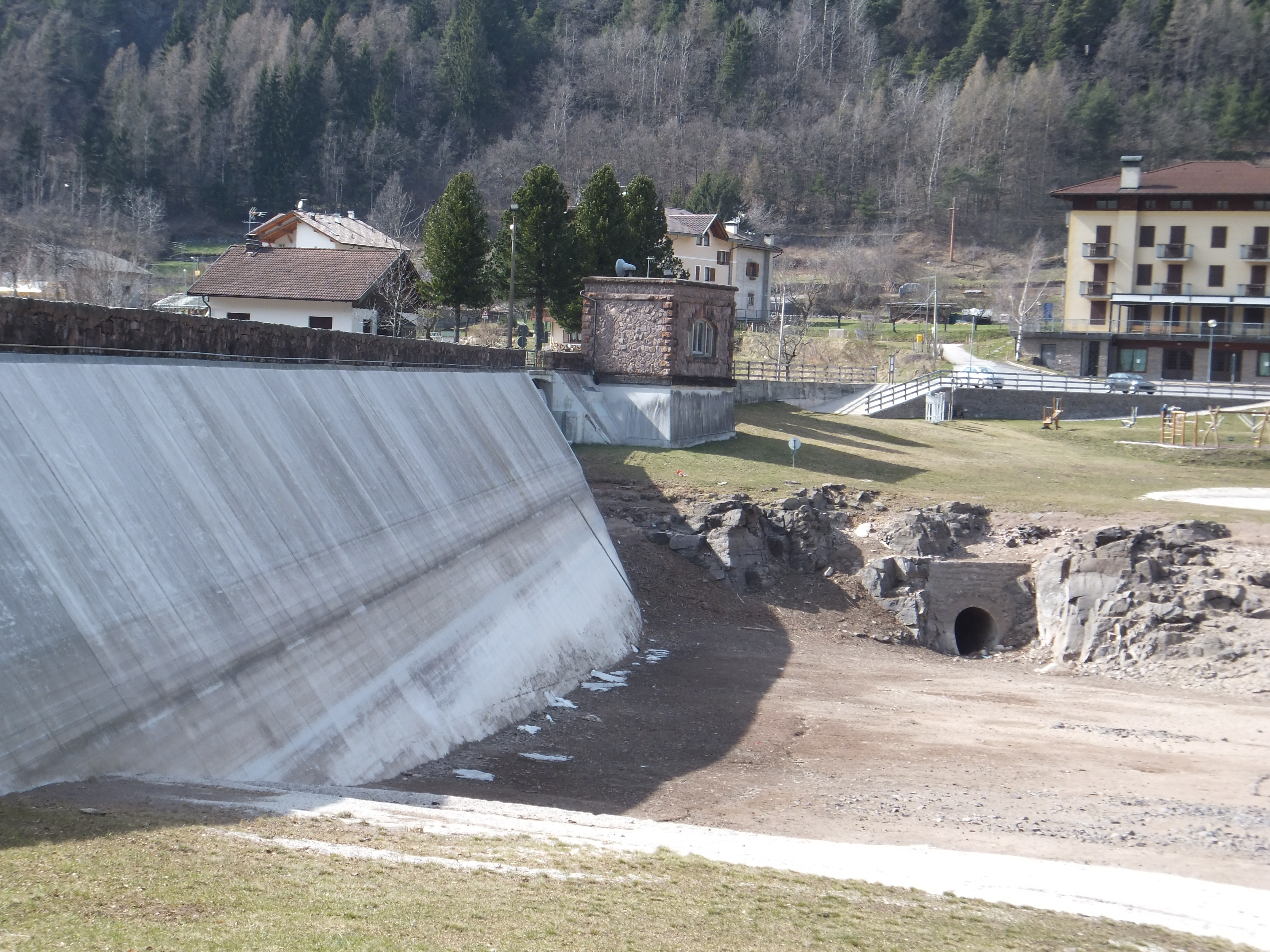
La diga del lago vista di lato durante un periodo di secca

Lungo le rive del lago sono presenti numerose spiagge balneabili e numerosi punti per la pesca.
Prima della costruzione della diga attuale (avvenuta fra il 1922 e il 1925) era presente uno sbarramento minore (costruito qualche anno prima). Prima dello sbarramento minore il lago era di dimensioni nettamente inferiori rispetto a quelle attuali ed era circondato da zona paludosa.
Alcuni dei piccoli rivi provenienti dal Dosso di Costalta e dal Ceramonte costituiscono gli immissari del lago.
Parte dell'acqua del lago raccolta dalla diga (posta lungo la riva sud), serve per alimentare la centrale idroelettrica di Pozzolago (che si trova in val di Cembra, sulle sponde dell'Avisio). L'acqua arriva alla centrale tramite delle condotte che passano attraverso il monte Ceramonte. Inoltre, nel lago delle Piazze, sempre tramite condotte viene fatta arrivare una parte delle acque del lago delle Buse (vicino a Brusago), del rio Regnana, del Rio Brusago e del Rio Roggia. È inoltre presente una cascata artificiale nella parte Nord-Est del lago, generata dal convogliamento delle acque di questi rivi.
L'altra parte dell'acqua del lago continua il proprio corso nel Foss Grant (prima parte del torrente Silla), che va poi a gettarsi nel lago della Serraia.
Durante l'inverno, il livello dell'acqua del lago viene abbassato di parecchi metri. Quando il livello dell'acqua viene abbassato, diviene visibile l'inizio della condotta che porta l'acqua a Pozzolago. Sono inoltre visibili alcuni tronchi, ancora attaccati al suolo, che costituivano gli alberi del bosco presente in zona prima dello sbarramento artificiale del lago.